# ریو وادا
ریو وادا (انگلیسی: Ryo Wada؛ زادهٔ ۵ ژوئیهٔ ۱۹۹۵) بازیکن فوتبال اهل ژاپن است.